# Одикадзе, Давид
Дави́д Одика́дзе (груз. ოდიკაძე დავითი, 14 апреля 1981, Тбилиси, Грузинская ССР) — грузинский футболист, полузащитник клуба «Чихура». Выступал в сборной Грузии.
В составе тбилисского «Динамо» чемпион Грузии 2004/05, 2007/08. В составе бакинского «Интера» чемпион Азербайджана 2009/10.